# Cratere Wukan
Wukan è un cratere sulla superficie di Marte.